# بورلی هیلز چی‌واوا
بورلی هیلز چی‌واوا (انگلیسی: Beverly Hills Chihuahua) فیلمی در ژانر کمدی به کارگردانی راجا گاسنل است که در سال ۲۰۰۸ منتشر شد.

## بازیگران
- پیپر پرابو
- مانولو کاردونا
- جیمی لی کرتیس
- درو بریمور
- موری استرلینگ
- آلی هیلیس
- ماریان مولرلایلی